# سوق الزل
سوق الزل أو سوق الزل والمشالح من أقدم أسواق مدينة الرياض عاصمة المملكة العربية السعودية، إذ تأسس عام 1901، ويعد في العهد الحديث من أبرز الأسواق الشعبية في الرياض، وهو أحد أجزاء منطقة قصر الحكم التجارية، ومن أكبر التجمعات لبيع الملبوسات والأدوات الرجالية التراثية والتحف والتراثيات وصناعة الأحذية الشعبية ومحلات بيع العطورات الشرقية، إضافة إلى وجود حراج ومزاد علني دائم.

## نشأة السوق
سوق الزل في مدينة الرياض يمثل الصورة الحقيقية للتراث السعودي، حيث يقع وسط مدينة الرياض بالقرب من قصر الحكم ويعود تاريخه إلى عام 1319 هـ، ويحيط با السوق قصر المصمك وشارع الثميري وجامع الإمام تركي بن عبد الله، ويكتسب السوق تميزاً لا يوجد في مكان آخر في مدينة الرياض إذ أصبح أكبر تجمع لمحلات بيع الملبوسات الرجالية كالمشالح والفري والبشوت والأشمغة المطرزة يدوياً والسجاد والتراثيات والأحذية الشعبية والبخور والعطورات الشرقية بجميع أنواعها، إضافة إلى وجود حراج مستقل داخل السوق يتم من خلاله عرض السلع القديمة.

## التطوير
كان الهدف الرئيسي من عمليات تحسين سوق الزل التي قامت به الهيئة العليا لتطوير مدينة الرياض هو الحفاظ على الطابع العام والأنشطة التجارية القائمة، لذا تمت إعادة تنظيم البنية التحتية وإزالة بقايا المباني الطينية المتهدمة حول السوق والقيام بأعمال التبليط والإنارة للممرات الداخلية للسوق حيث المحلات التجارية النشطة وتنظيم لوحات المحلات التجارية بصورة موحدة وتحسين واجهات الممرات الداخلية وأسقفها .
وقام مركز المشاريع والتخطيط بالهيئة العليا بدراسة منطقة سوق الزل وهي المنطقة المحصورة بين شارع طارق بن زياد جنوبا وشارع الشيخ محمد بن عبد الوهاب غرباً وشارع الشيخ محمد بن إبراهيم شرقا، وتبلغ مساحتها 38,580 متر مربع، وتحتوي في جزئها الشمالي على أنشطة تجارية لبيع وتصنيع المواد التقليدية والتراثية مثل البشوت والسيوف والتحف والسجاد (الزل) والأحذية وغيرها، وفي جزئها الجنوبي الغربي تم إعادة بناء مسجد الشيخ محمد بن إبراهيم، ويوجد على شارعي الشيخ محمد بن إبراهيم والشيخ محمد بن عبد الوهاب بعض الأنشطة التجارية، أما بقية المنطقة فمعظمها ملكيات وعقارات خاصة متهدمة ومهجورة وأراضي غير مطورة.

## وصلات خارجية
- موقع سوق الزل على الخريطة